# کروشوو-وپخه
کروشوو-وپخه (به لهستانی:  Kruszewo-Wypychy) یک روستا در لهستان است که در گمینا سوکووه واقع شده‌است.